# Богданов, Андрей Николаевич
Андре́й Никола́евич Богда́нов (8 июня 1958, Архангельск, РСФСР — 2 июля 1999, Санкт-Петербург, Россия) — советский пловец, призёр Олимпийских игр. Мастер спорта СССР международного класса (1975).

## Спортивная карьера
На Олимпиаде в Монреале Андрей Богданов вместе с Андреем Крыловым, Владимиром Раскатовым и Сергеем Копляковым завоевал серебряную медаль в эстафете 4×200, уступив лишь сборной США, которая установила мировой рекорд. В индивидуальных соревнованиях он занял 8 место на дистанции 200 м вольным стилем.
Андрей Богданов был чемпионом СССР в эстафетах 4×100 м (1974, 1976) и 4×200 м вольным стилем (1974—1977), завоевал 1 серебряную (1976 — 200 м) и 2 бронзовые медали (1976 — 100 м, 200 м).

### Лучшие результаты
- 100 м вольным стилем — 52.82 (1976);
- 200 м вольным стилем — 1:52.71 (1976).

## Биография
Окончил Институт физической культуры имени П. Ф. Лесгафта.
Похоронен на новом кладбище посёлка (ныне город) Мурино Всеволожского района Ленинградской области.